# راسینیای
راسینیای (به لاتین: Raseiniai) در لیتوانی با جمعیت ۱۲٬۵۴۱ نفر است که در Raseiniai district municipality واقع شده‌است.